# Yuliya Stepanova
Yuliya Igorevna Stepanova (Russo: Юлия Игоревна Степанова (Русанова); 3 de julho de 1986), nascida Rusanova, é uma corredora russa especializada em 800 metros.

## Carreira
Em 26 de fevereiro de 2013, a Associação Internacional de Federações de Atletismo (IAAF) anunciou que ela seria banida por dois anos por conta de anormalidades em seu passaporte biológico. Todos os seus resultados desde 3 de março de 2011 foram perdidos.  
Em 2014, ela e seu marido Vitaliy Stepanov, um antigo empresário da Agência Russa Anti-Doping, apareceram em um documentário de Hajo Seppelt para a TV alemã Das Erste, acusando o sistema esportivo russo por uma grande quantidade de fraudes em doping. Os dois disseram que funcionários oficiais forneceram substâncias em troca de 5% em ganhos dos atletas e falsificaram testes junto a funcionários oficiais de controle de doping. Um porta-voz do presidente Vladimir Putin chamou Stepanova de "Judas" por isso.
Embora a IAAF tenha decidido não banir atletas russos antes dos Jogos Olímpicos de Verão de 2016, a IAAF afirmou que "três ou quatro" atletas russos poderiam ser autorizados a aparecer como competidores independentes. Foi recomendado que Stepanova fosse autorizada a competir devido a sua "excepcional contribuição para a luta contra o doping". O ex-investigador-chefe da WADA's, Jack Robertson, elogiou Stepanova por fornecer informações sem pedir uma redução de sua sentença, o que ela teria direito como denunciante.
Em primeiro de julho de 2016, a IAAF aprovou o pedido de Stepanova para competir como atleta neutro. Cinco dias depois, ela competiu no Campeonato Europeu, mas terminou em último lugar por ter rompido um ligamento do pé. Em 24 de julho, o Comitê Olímpico Internacional (COI) rejeitou a recomendação que permitia que Stepanova participasse dos Jogos Olímpicos de 2016, devido a sua infração de drogas em 2013, pela qual ela já tinha cumprido sentença. 
Em outubro de 2016, o COI anunciou que tinha oferecido ajuda para Stepanova continuar sua carreira esportiva. 
Mais tarde, no mesmo ano, ela foi escolhida como uma das 100 mulheres da BBC.
Ela também recebeu o Anti-Doping Prize pela Germany's Doping-Opfer-Hilfe (Assistência a vítimas de doping)